# Австрія на пісенному конкурсі Євробачення
Австрія бере участь у пісенному конкурсі Євробачення, починаючи з 1957 року. Країна перемагала тричі: у 1966 перемогу здобув Удо Юргенс з піснею «Merci chérie», в 2014 році 1-е місце виборола Кончита Вурст з піснею «Rise Like A Phoenix» та у 2025 – Йоганнес Піч з піснею “Wasted Love”.

## Галерея

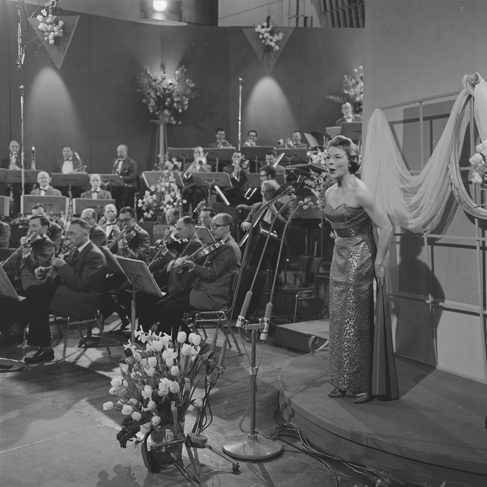
Liane Augustin виконує пісню «Die ganze Welt braucht Liebe» at Hilversum (1958)

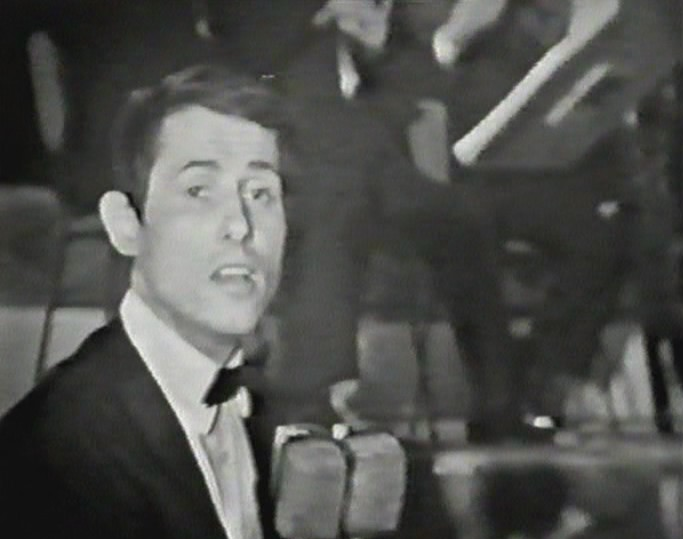
Udo Jürgens виконує пісню «Sag ihr, ich laß sie grüßen» at Naples (1965)

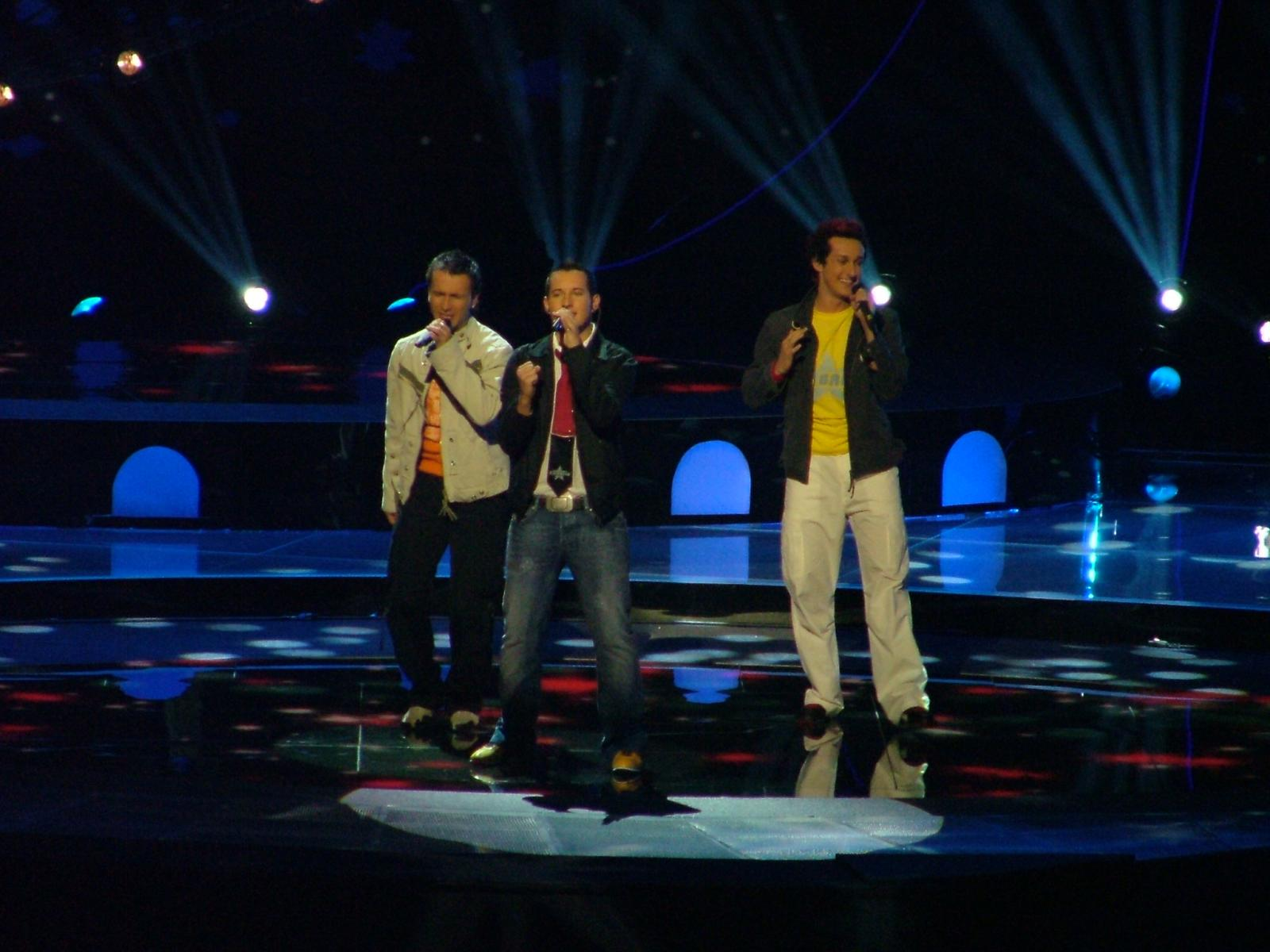
Tie Break виконує пісню «Du bist» at Istanbul (2004)

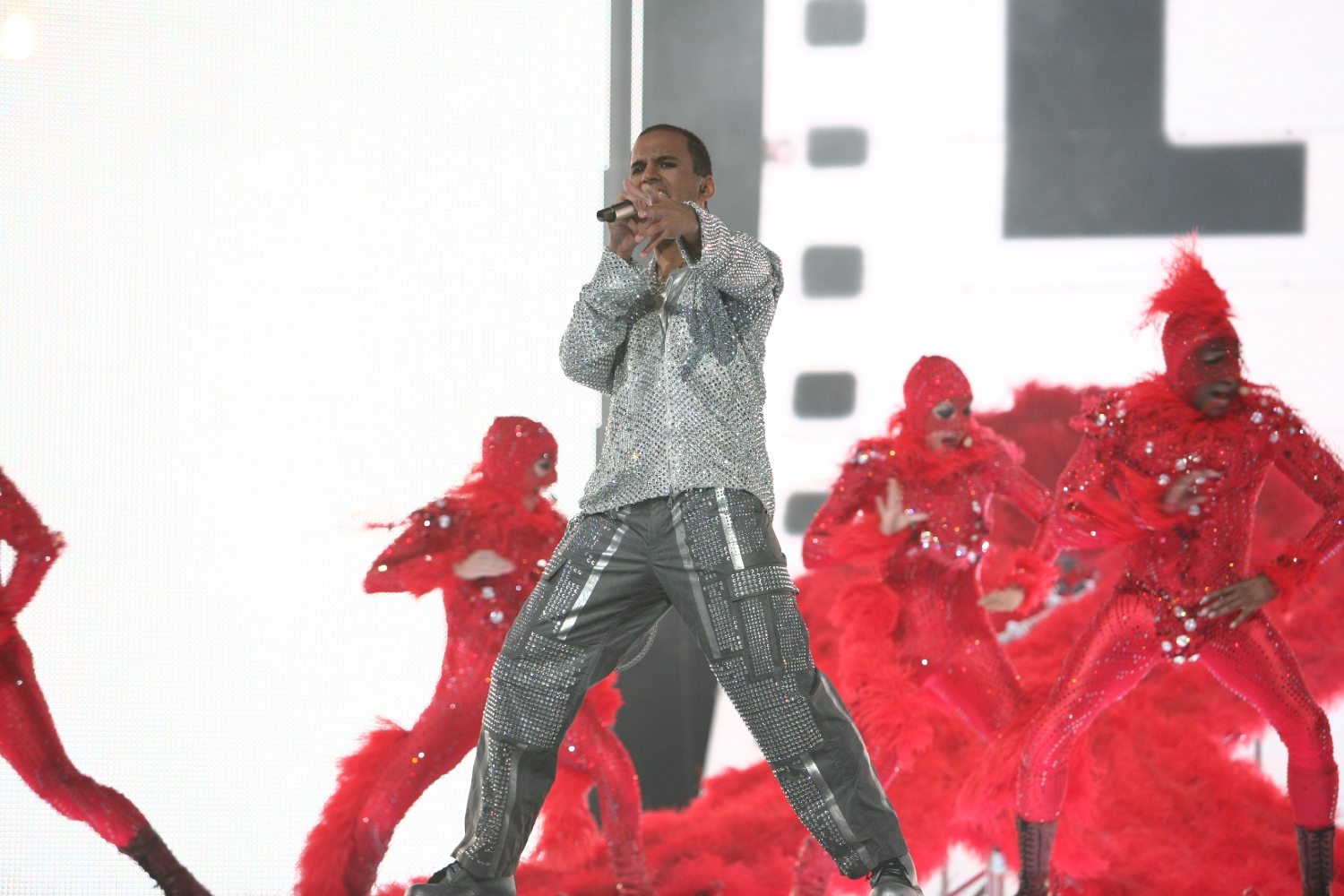
Ерік Папілайя виконує пісню «Get a Life—Get Alive» у Гельсінкі (2007)

## Учасники
Умовні позначення
     Переможець
     Друге місце
     Третє місце
     Четверте місце
     П'яте місце
     Останнє місце
     Автоматичний фіналіст
     Не пройшла до фіналу
     Участь скасовано
     Не брала участі
| Рік                               | Місце проведення   | Виконавець            | Пісня                                 | Переклад                            | Мова                  | Фінал                              | Фінал                              | Півфінал                           | Півфінал                           |
| Рік                               | Місце проведення   | Виконавець            | Пісня                                 | Переклад                            | Мова                  | Місце                              | Бали                               | Місце                              | Бали                               |
| --------------------------------- | ------------------ | --------------------- | ------------------------------------- | ----------------------------------- | --------------------- | ---------------------------------- | ---------------------------------- | ---------------------------------- | ---------------------------------- |
| 1957                              | Франкфурт-на-Майні | Боб Мартін            | «Wohin, kleines Pony?»                | Куди, маленький поні?               | німецька              | 10-е                               | 3                                  | Без півфіналів                     | Без півфіналів                     |
| 1958                              | Гілверсум          | Ліан Августин         | «Die ganze Welt braucht Liebe»        | Усьому світу потрібна любов         | німецька              | 5-е                                | 8                                  | Без півфіналів                     | Без півфіналів                     |
| 1959                              | Канни              | Феррі Граф            | «Der K und K Kalypso aus Wien»        | K та K Калипсо з Відня              | німецька              | 9-е                                | 4                                  | Без півфіналів                     | Без півфіналів                     |
| 1960                              | Лондон             | Гаррі Вінтер          | «Du hast mich so fasziniert»          | Ви мене так заінтригували           | німецька              | 7-е                                | 6                                  | Без півфіналів                     | Без півфіналів                     |
| 1961                              | Канни              | Джиммі Макуліс        | «Sehnsucht»                           | Туга                                | німецька              | 15-е                               | 1                                  | Без півфіналів                     | Без півфіналів                     |
| 1962                              | Люксембург         | Елеонора Шварц        | «Nur in der Wiener Luft»              | Тільки у віденському повітрі        | німецька              | 13-е                               | 0                                  | Без півфіналів                     | Без півфіналів                     |
| 1963                              | Лондон             | Кармела Коррен        | «Vielleicht geschieht ein Wunder»     | Можливо, станеться диво             | німецька, англійська  | 7-е                                | 16                                 | Без півфіналів                     | Без півфіналів                     |
| 1964                              | Копенгаген         | Удо Юргенс            | «Warum nur, warum?»                   | Чому тільки, навіщо?                | німецька              | 6-е                                | 11                                 | Без півфіналів                     | Без півфіналів                     |
| 1965                              | Неаполь            | Удо Юргенс            | «Sag ihr, ich laß sie grüßen»         | Скажіть їй, що я передаю їй привіт  | німецька              | 4-е                                | 16                                 | Без півфіналів                     | Без півфіналів                     |
| 1966                              | Люксембург         | Удо Юргенс            | «Merci, Chérie»                       | Дякую, люба                         | німецька              | 1-е                                | 31                                 | Без півфіналів                     | Без півфіналів                     |
| 1967                              | Відень             | Пітер Хортон          | «Warum es hunderttausend Sterne gibt» | Чому існує сто тисяч зірок          | німецька              | 14-е                               | 2                                  | Без півфіналів                     | Без півфіналів                     |
| 1968                              | Лондон             | Карел Готт            | «Tausend Fenster»                     | Тисяча вікон                        | німецька              | 13-е                               | 2                                  | Без півфіналів                     | Без півфіналів                     |
| Не брала участь у 1969-1970 роках |                    |                       |                                       |                                     |                       |                                    |                                    |                                    |                                    |
| 1971                              | Дублін             | Маріанна Мендт        | «Musik»                               | Музика                              | німецька              | 16-е                               | 66                                 | Без півфіналів                     | Без півфіналів                     |
| 1972                              | Единбург           | Milestones            | «Falter im Wind»                      | Метелики на вітрі                   | німецька              | 5-е                                | 100                                | Без півфіналів                     | Без півфіналів                     |
| Не брала участь у 1973-1975 роках |                    |                       |                                       |                                     |                       |                                    |                                    |                                    |                                    |
| 1976                              | Гаага              | Waterloo and Robinson | «My Little World»                     | Мій маленький світ                  | англійська            | 5-е                                | 80                                 | Без півфіналів                     | Без півфіналів                     |
| 1977                              | Лондон             | Schmetterlinge        | «Boom Boom Boomerang»                 | Бум бум бумеранг                    | німецька, англійська  | 17-е                               | 11                                 | Без півфіналів                     | Без півфіналів                     |
| 1978                              | Париж              | Springtime            | «Mrs. Caroline Robinson»              | Місіс Керолайн Робінсон             | німецька              | 15-е                               | 14                                 | Без півфіналів                     | Без півфіналів                     |
| 1979                              | Єрусалим           | Крістіна Сімон        | «Heute in Jerusalem»                  | Сьогодні в Єрусалимі                | німецька              | 18-е                               | 5                                  | Без півфіналів                     | Без півфіналів                     |
| 1980                              | Гаага              | Blue Danube           | «Du bist Musik»                       | Ти - музика                         | німецька              | 8-е                                | 64                                 | Без півфіналів                     | Без півфіналів                     |
| 1981                              | Дублін             | Марті Брем            | «Wenn du da bist»                     | Коли ти там                         | німецька              | 17-е                               | 20                                 | Без півфіналів                     | Без півфіналів                     |
| 1982                              | Гаррогейт          | Mess                  | «Sonntag»                             | Неділя                              | німецька              | 9-е                                | 57                                 | Без півфіналів                     | Без півфіналів                     |
| 1983                              | Мюнхен             | Westend               | «Hurricane»                           | Ураган                              | німецька              | 9-е                                | 53                                 | Без півфіналів                     | Без півфіналів                     |
| 1984                              | Люксембург         | Аніта                 | «Einfach weg»                         | Просто йди геть                     | німецька              | 19-е                               | 5                                  | Без півфіналів                     | Без півфіналів                     |
| 1985                              | Гетеборг           | Гері Люкс             | «Kinder dieser Welt»                  | Діти світу                          | німецька              | 8-е                                | 60                                 | Без півфіналів                     | Без півфіналів                     |
| 1986                              | Берген             | Тімна Брауер          | «Die Zeit ist einsam»                 | Час самотній                        | німецька              | 18-е                               | 12                                 | Без півфіналів                     | Без півфіналів                     |
| 1987                              | Брюссель           | Гері Люкс             | «Nur noch Gefühl»                     | Тільки відчуття                     | німецька              | 20-е                               | 8                                  | Без півфіналів                     | Без півфіналів                     |
| 1988                              | Дублін             | Вільфрід              | «Lisa Mona Lisa»                      | Ліза Мона Ліза                      | німецька              | 21-е                               | 0                                  | Без півфіналів                     | Без півфіналів                     |
| 1989                              | Лозанна            | Томас Форстнер        | «Nur ein Lied»                        | Просто пісня                        | німецька              | 5-е                                | 97                                 | Без півфіналів                     | Без півфіналів                     |
| 1990                              | Загреб             | Сімона                | «Keine Mauern mehr»                   | Більше жодних стін                  | німецька              | 10-е                               | 58                                 | Без півфіналів                     | Без півфіналів                     |
| 1991                              | Рим                | Томас Форстнер        | «Venedig im Regen»                    | Венеція під дощем                   | німецька              | 22-е                               | 0                                  | Без півфіналів                     | Без півфіналів                     |
| 1992                              | Мальме             | Тоні Вегас            | «Zusammen geh'n»                      | Йдіть разом                         | німецька              | 10-е                               | 63                                 | Без півфіналів                     | Без півфіналів                     |
| 1993                              | Мілстріт           | Тоні Вегас            | «Maria Magdalena»                     | Марія Магдалина                     | німецька              | 14-е                               | 32                                 | Kvalifikacija za Millstreet        | Kvalifikacija za Millstreet        |
| 1994                              | Дублін             | Петра Фрей            | «Für den Frieden der Welt»            | За мир у світі                      | німецька              | 17-е                               | 19                                 | Без півфіналів                     | Без півфіналів                     |
| 1995                              | Дублін             | Стелла Джонс          | «Die Welt dreht sich verkehrt»        | Світ перевертається з ніг на голову | німецька              | 13-е                               | 67                                 | Без півфіналів                     | Без півфіналів                     |
| 1996                              | Осло               | Джордж Нуссбаумер     | «Weil’s dr guat got»                  | Бо це було добре                    | німецька              | 10-е                               | 68                                 | 6-е                                | 80                                 |
| 1997                              | Дублін             | Беттіна Соріат        | «One Step»                            | Один крок                           | німецька              | 21-е                               | 12                                 | Без півфіналів                     | Без півфіналів                     |
| 1998                              | Бірмінгем          | Не брала участь       | Не брала участь                       | Не брала участь                     | Не брала участь       | Не брала участь                    | Не брала участь                    | Не брала участь                    | Не брала участь                    |
| 1999                              | Єрусалим           | Боббі Сінгер          | «Reflection»                          | Відображення                        | англійська            | 10-е                               | 65                                 | Без півфіналів                     | Без півфіналів                     |
| 2000                              | Стокгольм          | The Rounder Girls     | «All to You»                          | Все для тебе                        | англійська            | 14-е                               | 34                                 | Без півфіналів                     | Без півфіналів                     |
| 2001                              | Копенгаген         | Не брала участь       | Не брала участь                       | Не брала участь                     | Не брала участь       | Не брала участь                    | Не брала участь                    | Не брала участь                    | Не брала участь                    |
| 2002                              | Таллінн            | Мануель Ортега        | «Say a Word»                          | Скажи слово                         | англійська            | 18-е                               | 26                                 | Без півфіналів                     | Без півфіналів                     |
| 2003                              | Рига               | Альф Пойєр            | «Weil der Mensch zählt»               | Тому що люди важливі                | німецька              | 6-е                                | 101                                | Без півфіналів                     | Без півфіналів                     |
| 2004                              | Стамбул            | Tie Break             | «Du bist»                             | Ти є                                | німецька              | 21-е                               | 9                                  | Топ-11 у минулому році             | Топ-11 у минулому році             |
| 2005                              | Київ               | Global Kryner         | «Y así»                               | І так                               | англійська, іспанська | Не вдалося кваліфікуватися         | Не вдалося кваліфікуватися         | 21-е                               | 30                                 |
| 2006                              | Афіни              | Не брала участь       | Не брала участь                       | Не брала участь                     | Не брала участь       | Не брала участь                    | Не брала участь                    | Не брала участь                    | Не брала участь                    |
| 2007                              | Гельсінкі          | Ерік Папілайя         | «Get a Life — Get Alive»              | Отримай життя — Оживи               | англійська            | Не вдалося кваліфікуватися         | Не вдалося кваліфікуватися         | 27-е                               | 4                                  |
| Не брала у 2008-2010 роках        |                    |                       |                                       |                                     |                       |                                    |                                    |                                    |                                    |
| 2011                              | Дюссельдорф        | Надін Бейлер          | «The Secret Is Love»                  | Секрет — це кохання                 | англійська            | 18-е                               | 64                                 | 7-е                                | 69                                 |
| 2012                              | Баку               | Trackshittaz          | «Woki mit deim Popo»                  | Воруши дупою                        | німецька              | Не вдалося кваліфікуватися         | Не вдалося кваліфікуватися         | 18-е                               | 8                                  |
| 2013                              | Мальме             | Наталія Келлі         | «Shine»                               | Сяй                                 | англійська            | Не вдалося кваліфікуватися         | Не вдалося кваліфікуватися         | 14-е                               | 27                                 |
| 2014                              | Копенгаген         | Кончіта Вурст         | «Rise Like a Phoenix»                 | Повстань як фенікс                  | англійська            | 1-е                                | 290                                | 1-е                                | 169                                |
| 2015                              | Відень             | The Makemakes         | «I Am Yours»                          | Я твій                              | англійська            | 26-е                               | 0                                  | Країна-господар                    | Країна-господар                    |
| 2016                              | Стокгольм          | Зої                   | «Loin d'ici»                          | Далеко звідси                       | французька            | 13-е                               | 151                                | 7-е                                | 170                                |
| 2017                              | Київ               | Натан Трент           | «Running On Air»                      | Біжу в повітрі                      | англійська            | 16-е                               | 93                                 | 7-е                                | 147                                |
| 2018                              | Лісабон            | Цезар Семпсон         | «Nobody But You»                      | Ніхто крім тебе                     | англійська            | 3-е                                | 342                                | 4-е                                | 231                                |
| 2019                              | Тель-Авів          | PÆNDA                 | «Limits»                              | Ліміти                              | англійська            | Не вдалося кваліфікуватися         | Не вдалося кваліфікуватися         | 17-е                               | 21                                 |
| 2020                              | Роттердам          | Вінсент Буено         | «Alive»                               | Живий                               | англійська            | Конкурс скасовано через COVID-19 X | Конкурс скасовано через COVID-19 X | Конкурс скасовано через COVID-19 X | Конкурс скасовано через COVID-19 X |
| 2021                              | Роттердам          | Вінсент Буено         | «Amen»                                | Амінь                               | англійська            | Не вдалося кваліфікуватися         | Не вдалося кваліфікуватися         | 12-е                               | 66                                 |
| 2022                              | Турин              | LUM!X і Піа Марія     | «Halo»                                | Гало                                | англійська            | Не вдалося кваліфікуватися         | Не вдалося кваліфікуватися         | 15-е                               | 42                                 |
| 2023                              | Ліверпуль          | Тея і Саліна          | «Who the Hell is Edgar?»              | Хто такий до біса Едгар?            | англійська            | 15-е                               | 120                                | 2-е                                | 137                                |
| 2024                              | Мальме             | Kaleen                | «We Will Rave»                        | Ми будемо рейвувати                 | англійська            | 24-е                               | 24                                 | 9-е                                | 46                                 |
| 2025                              | Базель             | JJ                    | «Wasted Love»                         | Втрачене кохання                    | англійська            | 1-е                                | 436                                | 5-е                                | 104                                |
| 2026                              | Австрія            |                       |                                       |                                     |                       |                                    |                                    | Країна-господар                    | Країна-господар                    |

## Голосування
Країни, що дали найбільше очок для учасників з Австрії
| Місце | Країна          | Очок |
| ----- | --------------- | ---- |
| 1     | Велика Британія | 81   |
| 2     | Туреччина       | 71   |
| 3     | Бельгія         | 66   |
| 4     | Греція          | 63   |
| 5     | Ірландія        | 61   |

## Нотатки
1. ↑  Містить повторювану фразу французькою мовою
2. ↑  Саме на віденській німецькій
3. 1 2  Містить повторювану фразу англійською мовою
4. ↑  Саме на діалекті землі Форарльберг
5. ↑  Саме на діалекті землі Штирія
6. ↑  Саме на діалекті місцевості Мюльфіртель
7. ↑  Містить повторювану фразу італійською мовою